# Black Eyes (EP)
Black Eyes (tạm dịch: Đôi mắt thâm quầng) là mini-album (EP) thứ ba của nhóm nhạc nữ Hàn Quốc, T-ara. Ban đầu, album dự định phát hành vào ngày 18 tháng 11, tuy nhiên, nhưng Core Contents Media (công ty chủ quản của nhóm) đã quyết định phát hành album sớm hơn dự kiến, do yêu cầu từ người hâm mộ sau MV "Cry Cry". Một phiên bản tái bản của EP, có tiêu đề Funky Town, được phát hành vào ngày 03 tháng 1 năm 2012 với bài hát "Lovey Dovey" là bài hát chủ đề.

## Danh sách bài hát
| STT              | Nhan đề                                             | Thời lượng |
| ---------------- | --------------------------------------------------- | ---------- |
| 1.               | "Cry Cry" (크라이 크라이)                           | 03:17      |
| 2.               | "Good Bye, Ok" (굿바이, 오케이)                     | 03:05      |
| 3.               | "O My God" (오 마이 갓)                             | 04:05      |
| 4.               | "I'm So Bad" (아임 쏘 배드)                         | 03:12      |
| 5.               | "Cry Cry (Ballad Ver.)" (크라이 크라이)             | 03:18      |
| 6.               | "Cry Cry (Ballad Music Video Ver.)" (크라이 크라이) | 03:12      |
| Tổng thời lượng: | Tổng thời lượng:                                    | 20:09      |

### Funky Town
| STT              | Nhan đề                                     | Thời lượng |
| ---------------- | ------------------------------------------- | ---------- |
| 1.               | "Lovey Dovey" (러비 더비)                   | 03:35      |
| 2.               | "We Were In Love" (우리 사랑했잖아)         | 03:34      |
| 3.               | "Lovey Dovey (Club Remix Ver.)" (러비 더비) | 03:47      |
| 4.               | "Cry Cry" (크라이 크라이)                   | 03:17      |
| 5.               | "Good Bye, Ok" (굿바이, 오케이)             | 03:05      |
| 6.               | "O My God" (오 마이 갓)                     | 04:06      |
| 7.               | "I'm So Bad" (아임 쏘 배드)                 | 03:12      |
| 8.               | "Cry Cry (Ballad Ver.)" (크라이 크라이)     | 03:18      |
| Tổng thời lượng: | Tổng thời lượng:                            | 27:53      |

## Xếp hạng
| Bảng xếp hạng                                           | Vị trí cao nhất |
| ------------------------------------------------------- | --------------- |
| Bảng xếp hạng album tuần Gaon (Hàn Quốc)                | 2               |
| Bảng xếp hạng album năm Gaon (Hàn Quốc)                 | 27              |
| Bảng xếp hạng tuần các album bản cứng Hanteo (Hàn Quốc) | 1               |

| Bảng xếp hạng                                           | Vị trí cao nhất |
| ------------------------------------------------------- | --------------- |
| Bảng xếp hạng album tuần Oricon (Nhật Bản)              | 31              |
| Bảng xếp hạng album tuần Gaon (Hàn Quốc)                | 1               |
| Bảng xếp hạng album tháng Gaon (Hàn Quốc)               | 2               |
| Bảng xếp hạng tuần các album bản cứng Hanteo (Hàn Quốc) | 1               |

| Chart                                | Reported sales              |
| ------------------------------------ | --------------------------- |
| Doanh số album của Oricon (Nhật Bản) | 15,580+                     |
| Doanh số album bản cứng của Gaon     | 125,069+ (Vẫn còn xếp hạng) |

| "Cry Cry"         | 1 | 1 |
| "We Were In Love" | 1 | 2 |
| "Lovey Dovey"     | 1 | 1 |

| "Goodbye, OK"                | 47  | 52 |
| "I'm So Bad"                 | 69  | 87 |
| "O My God"                   | 122 | —  |
| "Cry Cry" (Phiên bản Ballad) | 128 | 83 |

## Lịch sử phát hành
| Nước     | Ngày                 | Định dạng                 | Nhãn hiệu           |
| Thế giới | 11 tháng 11 năm 2011 | Tải kĩ thuật số           | Core Contents Media |
| Hàn Quốc | 11 tháng 11 năm 2011 | Tải kĩ thuật số           | Core Contents Media |
| Hàn Quốc | 18 tháng 11 năm 2011 | CD                        | Core Contents Media |
| Hàn Quốc | 3 tháng 1 năm 2012   | Tải kĩ thuật số (Tái bản) | Core Contents Media |
| Hàn Quốc | 10 tháng 1 năm 2012  | CD (Tái bản)              | Core Contents Media |
| -------- | -------------------- | ------------------------- | ------------------- |